# فاتح سونكايا
فاتح سونكايا (بالتركية: Fatih Sonkaya)‏ (1 يوليو 1981 في تركيا - ) هو لاعب كرة قدم تركي في مركز الدفاع. شارك مع منتخب تركيا تحت 21 سنة لكرة القدم ومنتخب تركيا لكرة القدم. أما مع النوادي، فقد لعب مع رودا ياي سي وفي في في فينلو وقيصري إيرسيسبور ونادي أكاديميكا كويمبرا ونادي بشكتاش ونادي بورتو ونادي خزر لنكران وÇetinkaya Türk S.K. ‏ وFC Porto B ‏.

## وصلات خارجية
- فاتح سونكايا على موقع الاتحاد الدولي (مؤرشف)  (الإنجليزية)
- فاتح سونكايا على موقع اتحاد تركيا (لاعب) (الإنجليزية)
- فاتح سونكايا على موقع قاعدة بيانات كرة القدم.إي يو (الإنجليزية)
- فاتح سونكايا على موقع ناشيونال فوتبول تيمز (الإنجليزية)
- فاتح سونكايا على موقع Soccerway.com (الإنجليزية)
- فاتح سونكايا على موقع عالم كرة القدم.نت (الإنجليزية)